# Studnia w Amfiteatrze
Studnia w Amfiteatrze – jaskinia na Sokolej Górze w miejscowości Olsztyn w województwie śląskim, w powiecie częstochowskim. Pod względem geograficznym znajduje się na Wyżynie Mirowsko-Olsztyńskiej będącej częścią Wyżyny Częstochowskiej.

## Opis obiektu
Jaskinia znajduje się w Amfiteatrze – zachodniej części skały Boniek, na której uprawiana jest wspinaczka skalna. Studnia znajduje się w odległości 30 m na południe od wyżej położonego dużego otworu Schroniska w Amfiteatrze. Jest to powstała przed milionami lat pionowa studnia krasowa o wysokości 9 m. Kiedyś była częścią dużego systemu jaskiniowego. Procesy denudacyjne zniszczyły bezpowrotnie dawne korytarze i zerwały skalne warstwy, tworząc istniejące dziś wzniesienia i ostańce. Od strony zachodniej pojawiła się szczelina, która z czasem rozszerzała się, tak, że obecnie tylko górna część studni jest zamknięta, dolna jest otwarta.
Studnia powstała w wapieniach pochodzących z późnej jury. Na spągu zalega gruba warstwa próchnicy zmieszana z gruzem wapiennym. Ściany są ogładzone, myte. Przy dolnym otworze jest głaz o dwumetrowej wysokości oraz duża nyża, częściowo przykryta okapem.
Po raz pierwszy opisał ją Z. Biernacki w 1971 r. jako „Studnię Św. Tomasza w Sokolich Górach”. W 1986 r. wzmiankowali ją A. Górski i M. Szelerewicz. W 2013 r. opisali ją J. Zygmunt i J. Grodzicki. Jaskinia jest geostanowiskiem.

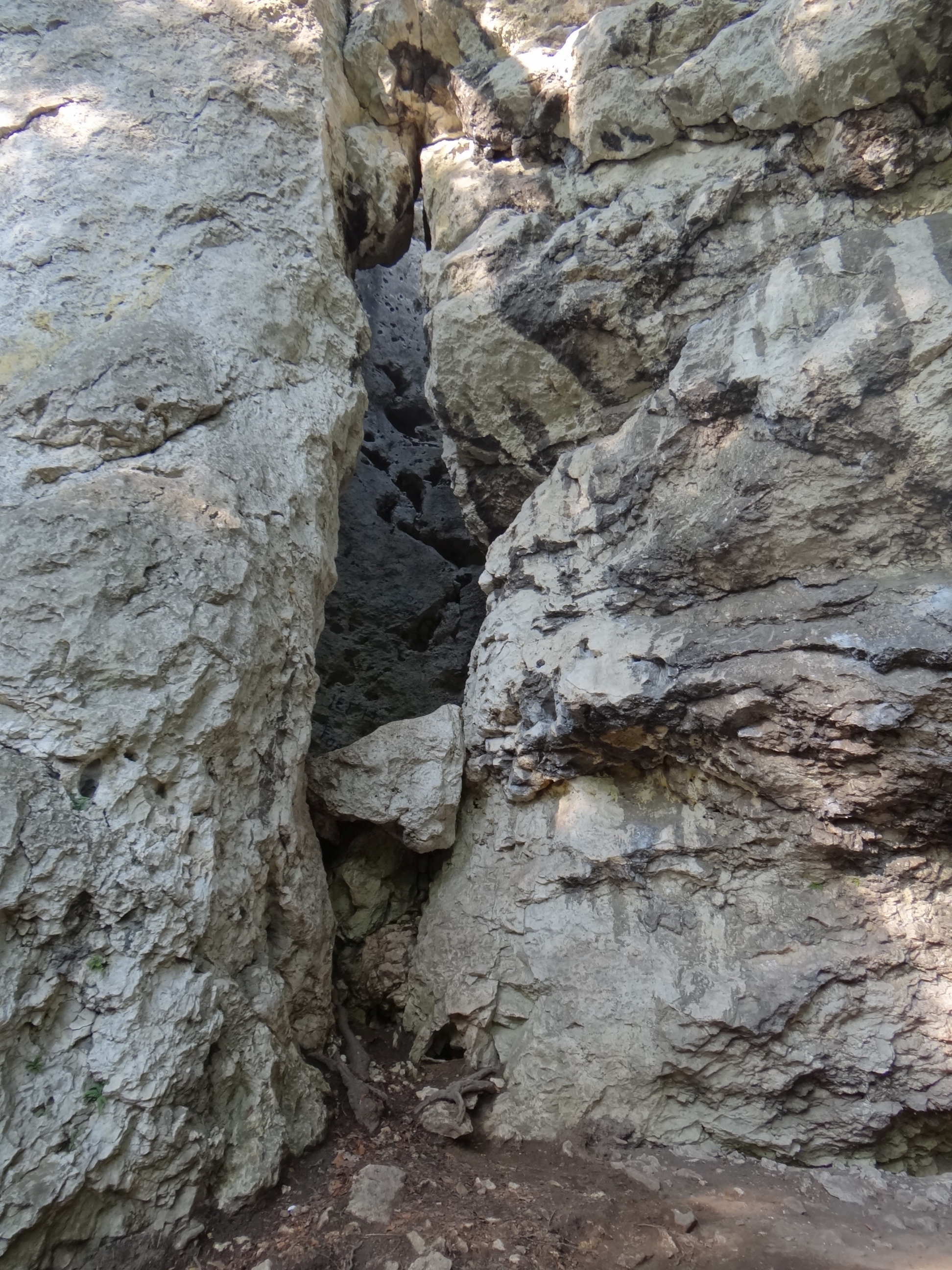
Otwór zachodni
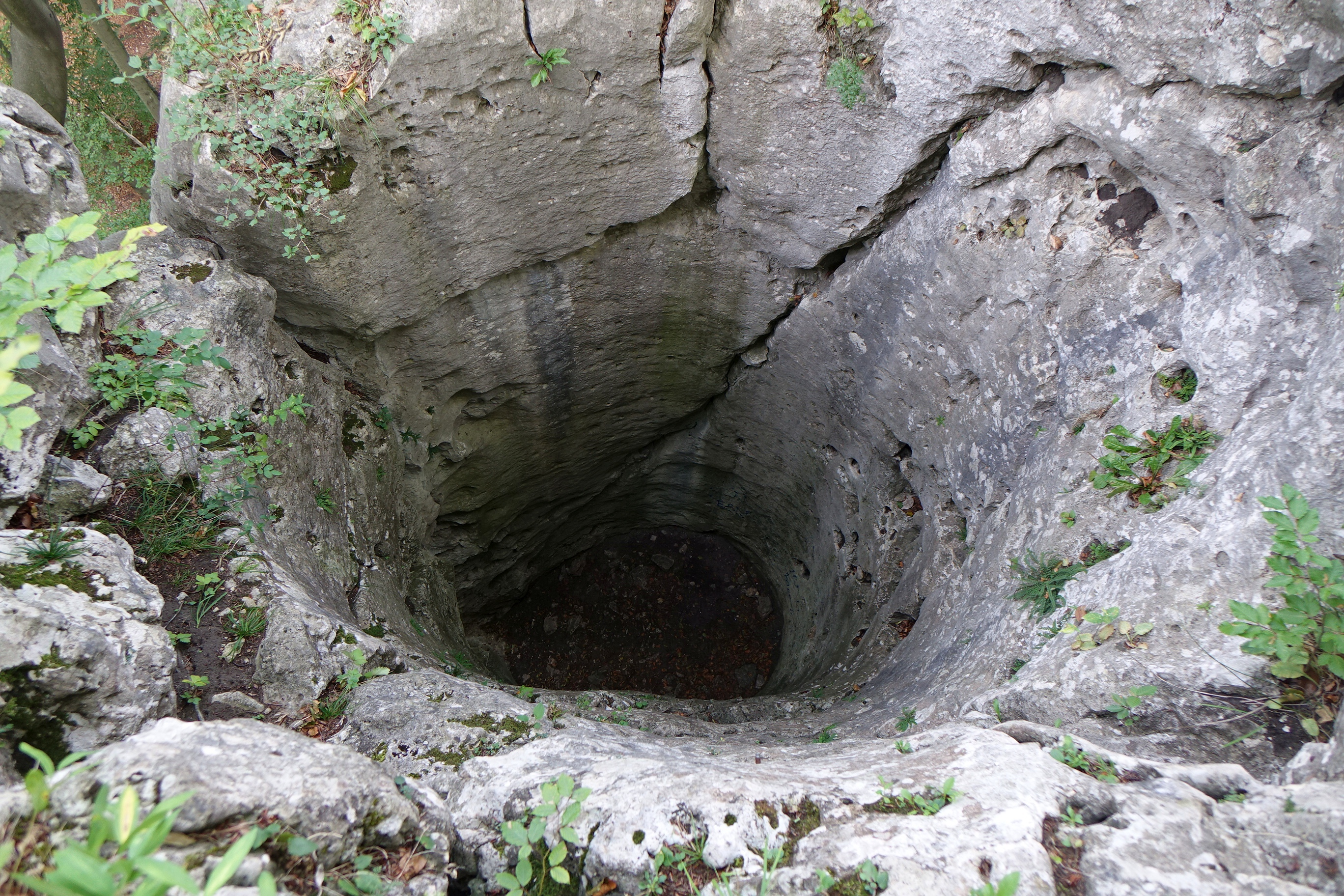
Studnia od góry
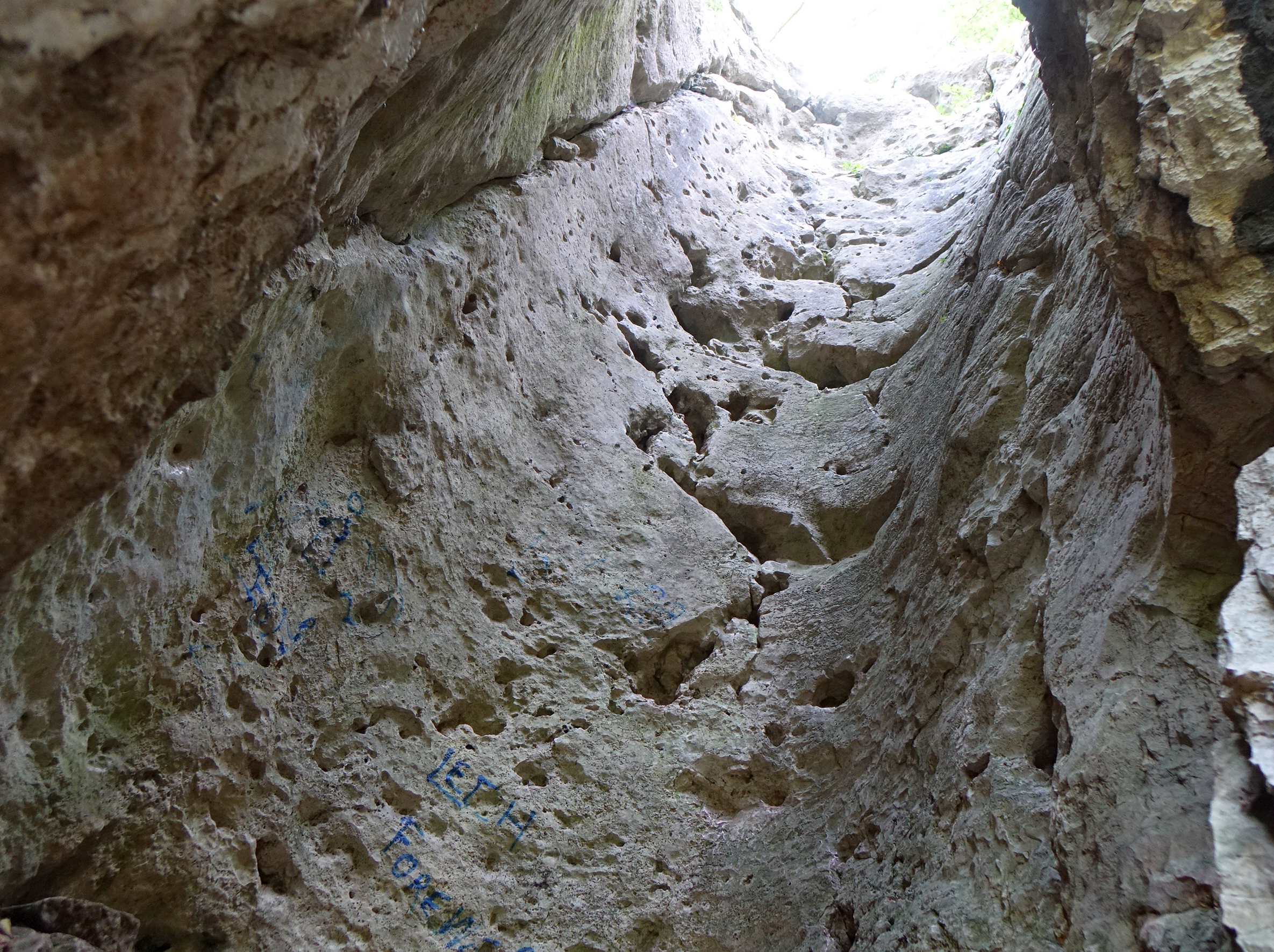
Studnia od dołu